# Hydra 70

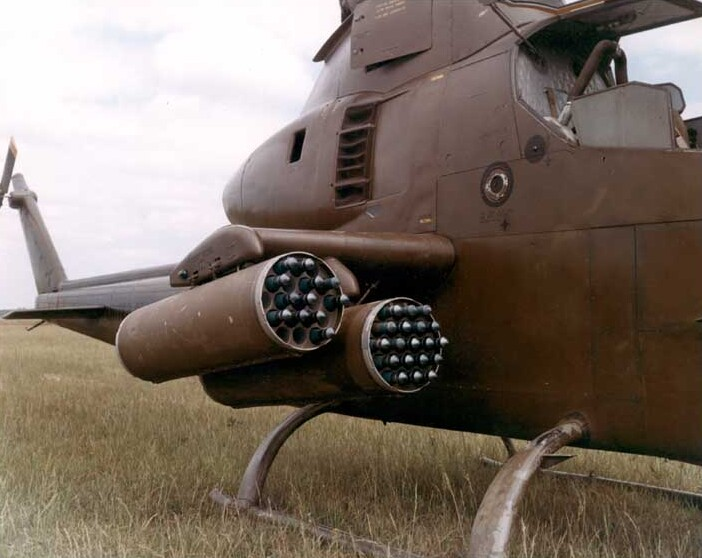
19-ти зарядный блок M261 с НАР на пилоне Bell AH-1 Cobra.

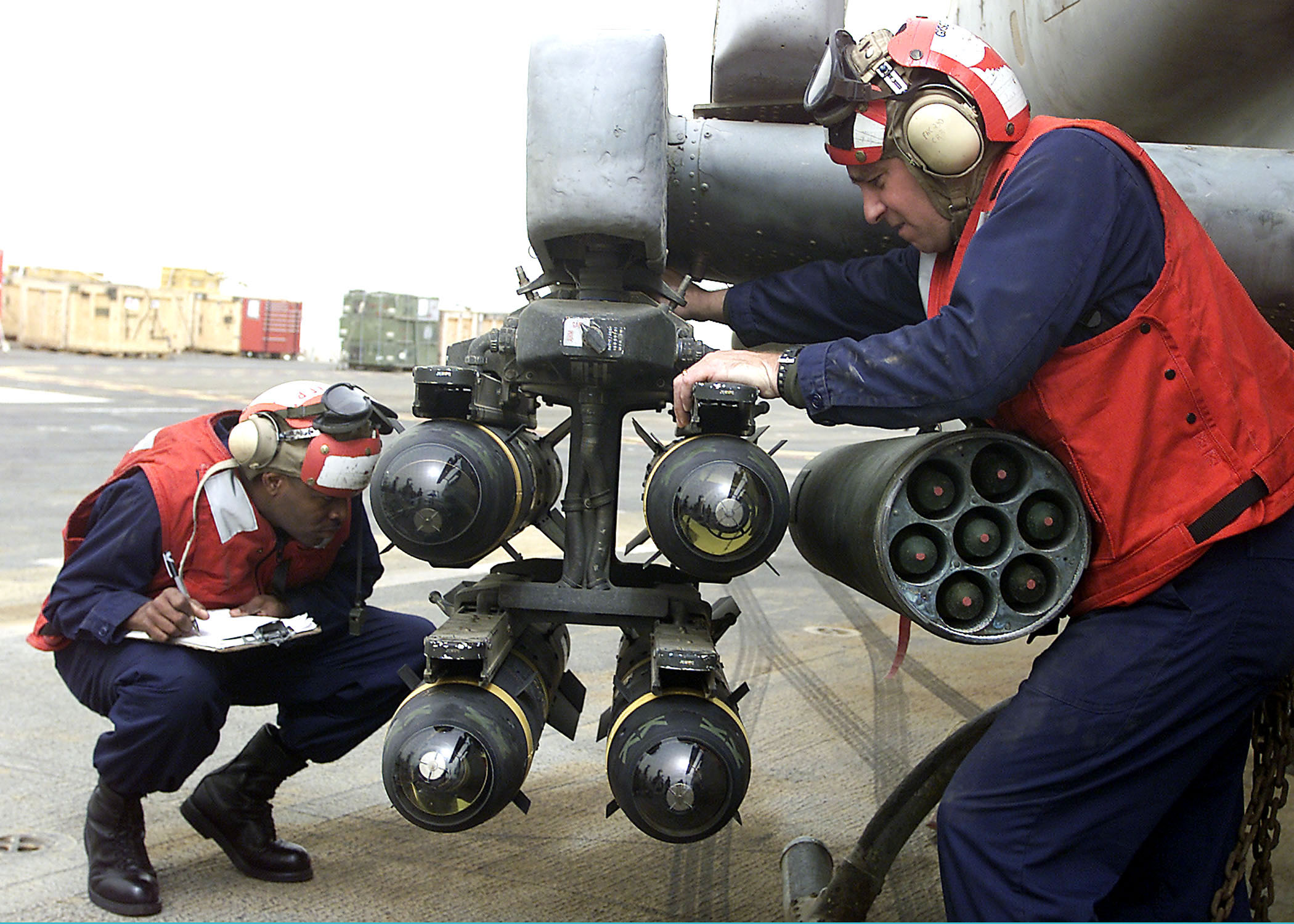
7-ми зарядный блок M260 с НАР «Hydra 70» на подвеске AH-1W SuperCobra.

Hydra 70 (с англ. — «Гидра») — американская 70-мм неуправляемая авиационная ракета. Производится компанией General Dynamics. НАР «Hydra-70» предназначена для уничтожения техники и живой силы противника.
Ракета выпускается с несколькими типами боевых частей (БЧ):
- M151 — масса 3,85 кг,
- M229 — масса 7,3 кг,
- M255A1 — БЧ со стреловидными поражающими элементами,

также существуют дымовые, зажигательные и осветительные БЧ.
Данными ракетами оснащаются различные типы самолетов и вертолетов, на них ракета устанавливается, как правило, в 19-зарядных пусковых установках М261 и 7-зарядных М260.
В стандартном варианте имеет калибр 70 мм и массу 11,9 кг.